# 檀云坤
檀云坤（1963年1月—），男，福建永泰人，中华人民共和国政治人物。

## 生平
檀云坤毕业于福建农学院农业经济管理专业，拥有中共中央党校研究生学历。2014年1月，担任漳州市人民政府市长、中共漳州市委副书记。2016年12月，改任中共漳州市委书记。2018年1月，当选福建省人大常委会副主任。2019年3月，卸任中共漳州市委书记。